# Eparchie lodžsko-poznaňská
Eparchie Lodž-Poznaň je eparchie Polské pravoslavné církve nacházející se v Polsku.

## Území a titul biskupa
Zahrnue území Kujavsko-pomořského, Lodžského, Slezského, Svatokřížského, Velkopolského vojvodství, západní část Malopolského vojvodství a jižní část Mazovského vojvodství.
Eparchiálnímu biskupovi náleží titul biskup lodžský a poznaňský.

## Historie
Eparchie byla zřízena 12. listopadu 1948. Do roku 1951 nesla název lodžská a vratislavská. Je největší eparchií v Polsku s nejmenším počtem farností

## Seznam biskupů
- 1948–1979 Georgij (Korenistov)
- 1979–1981 Sawa (Hrycuniak)
- 1981–2017 Szymon (Romańczuk)
- 2017–2017 Grzegorz (Charkiewicz) dočasný správce
- od 2017 Atanazy (Nos)